# Patronaat (Haarlem)
Patronaat is een van de tien grote poppodia in het clubcircuit van Nederland. Het is gevestigd aan de Zijlsingel, vlak bij het Raakskwartier in Haarlem.
Het pand is ontworpen door architect Paul Diederen van het bureau Diederen Dirrix Architecten uit Eindhoven. Het poppodium heeft een grote zaal voor 950 bezoekers, een kleinere zaal voor 350 bezoekers, de kleinste zaal voor 120 bezoekers en een muziekcafé.

## Geschiedenis
Patronaat is begonnen in 1984 als eigentijds muziektheater in een voormalig patronaatsgebouw, later schoolgebouw van de Groenmarktkerk, aan de Nieuwe Groenmarkt. Dit gebouw uit 1913 is ontworpen door de gerenommeerde architect P.J. Bekkers. Dit pand kon ongeveer 500 gasten ontvangen.
In 2003 werd gestart met de bouw van een nieuw onderkomen aan de Zijlsingel, dat in 2005 in gebruik is genomen. In de tussenliggende jaren, van september 2003 tot en met mei 2005, ging de programmering gewoon door op een tijdelijke locatie aan de Oostvest.

## Prijzenkast
- beste Programmeur 2004 IJzeren Podiumdier - Jeroen Blijleve

- beste Directeur 2005 IJzeren Podiumdier - Peter Koppen

- Nachttempel Award 2007 - Patronaat

- beste Podium 2009 IJzeren Podiumdier - Patronaat

- beste Programmeur 2012 IJzeren Podiumdier - Ide Koffeman

- beste Podium 2014 IJzeren Podiumdier - Patronaat
- beste Prestatie op het gebied van Duurzaamheid 2024 IJzeren Podiumdier - Patronaat